# Layvin Kurzawa
Layvin Marc Kurzawa (ur. 4 września 1992 w Fréjus) – francuski piłkarz występujący na pozycji obrońcy. W latach 2014–2019 reprezentant Francji. Wychowanek AS Monaco.
Syn Gwadelupczyka i Polki.

## Statystyki kariery
(aktualne na dzień 29 października 2017)
| Klub                | Sezon              | Liga               | Liga  | Liga   | Puchar kraju | Puchar kraju | Puchar ligi | Puchar ligi | Europa | Europa | Suma  | Suma   |
| Klub                | Sezon              | Liga               | Mecze | Bramki | Mecze        | Bramki       | Mecze       | Bramki      | Mecze  | Bramki | Mecze | Bramki |
| ------------------- | ------------------ | ------------------ | ----- | ------ | ------------ | ------------ | ----------- | ----------- | ------ | ------ | ----- | ------ |
| AS Monaco           | 2010/11            | Ligue 1            | 5     | 0      | 0            | 0            | 1           | 0           | –      | –      | 6     | 0      |
| AS Monaco           | 2011/12            | Ligue 2            | 4     | 0      | 0            | 0            | 0           | 0           | –      | –      | 4     | 0      |
| AS Monaco           | 2012/13            | Ligue 2            | 8     | 0      | 0            | 0            | 3           | 0           | –      | –      | 11    | 0      |
| AS Monaco           | 2013/14            | Ligue 1            | 28    | 5      | 1            | 0            | 0           | 0           | –      | –      | 29    | 5      |
| AS Monaco           | 2014/15            | Ligue 1            | 27    | 0      | 2            | 0            | 2           | 0           | 8      | 0      | 39    | 0      |
| AS Monaco           | 2015/16            | Ligue 1            | 3     | 1      | 0            | 0            | 0           | 0           | 3      | 2      | 6     | 3      |
| Paris Saint-Germain | 2015/16            | Ligue 1            | 16    | 3      | 4            | 0            | 4           | 0           | 1      | 0      | 25    | 3      |
| Paris Saint-Germain | 2016/17            | Ligue 1            | 18    | 2      | 2            | 1            | 1           | 0           | 5      | 0      | 26    | 3      |
| Paris Saint-Germain | 2017/18            | Ligue 1            | 20    | 2      | 1            | 0            | 0           | 0           | 6      | 0      | 28    | 5      |
| Ogólnie w karierze  | Ogólnie w karierze | Ogólnie w karierze | 115   | 12     | 10           | 0            | 11          | 0           | 20     | 2      | 174   | 18     |